# Sytuacjonizm (etyka)
Sytuacjonizm etyczny (późnołac. situare – umiejscawiać; od łac. situs – położenie, stan, miejsce) – stanowisko etyczne uzależniające etyczność działania od wymogów konkretnej sytuacji i tym samym negujące przydatność generalnych norm postępowania.

## Powstanie i rozwój
Sytuacjonizm etyczny rozwinął się na podłożu egzystencjalizmu. Umiarkowany pochodzi od Kierkegaarda, a skrajny sytuacjonizm rozwinął się w latach 30. XX wieku w teologii protestanckiej i wywodzi się od Heideggera oraz Sartre'a. Dyskusja w sferze katolickiej rozbudziła się wraz z wydaniem Instrukcji Kongregacji Św. Oficjum o etyce sytuacyjnej w 1956 roku.
Pogląd opiera się na kreatywności rozumu, wolności i autoprojektowaniem siebie. Wiąże się z tym spór prowadzony między personalizmem transcendentalnym a personalizmem realistycznym.
Podkreślenie w filozofii Heiddegera, że Dasein (jestestwo, bycie, istnienie) jest czymś innym niż Sein (byt) i uwolnienie egzystencjalnego bytu-dla-siebie od determinacji oraz moralności obiektywnej przez Sartre'a ułożyło grunt sytuacjonizmowi. Utwierdziło przekonanie, że wybór moralny może opierać się jedynie na autonomicznej wolności człowieka w oparciu o jednostkowej sytuacji.